# Johann Valentin Prehn
Johann Valentin Prehn (* 1749 in Frankfurt am Main; † 1821 ebenda) war ein Frankfurter Konditormeister und Kunstsammler.

## Konditor und Sammler
Prehn erlernte das Handwerk des Konditors bei seinem Vater Zacharias Ludwig Prehn und heiratete 1776 mit 27 Jahren Margaretha Rosina Müller aus Landau in der Pfalz. Sein Wohnhaus samt Geschäftslokal befand sich in bester Lage an der Zeil (Lit. D 202). Zum gehobenen Konditorhandwerk gehörte die Herstellung von figürlichen Tafelaufsätzen. Zur Kaiserkrönung des Kaisers Franz II. in Frankfurt schuf Prehn 1792 aus »fester farbiger Massa« eine »allegorische Vorstellung« nach eigener Erfindung, die man in seinem Laden bewundern konnte. Prehn verfügte als Konditormeister also über ein gewisses manuelles Geschick und probierte sich auch an der Herstellung von Kunstobjekten, figürlichen Darstellungen aus gefärbtem Wachs, die er in Medaillonrahmen und Kästen präsentierte.
Die Qualität seiner Erzeugnisse muss ihm einen so guten Ruf und solche Einkünfte beschert haben, dass er sich den Erwerb einer großen Kunstsammlung erlauben konnte. Seine Sammlung könnte man als eine der typischen Universalsammlungen verbuchen, wie sie in Frankfurt viele wohlhabende Patrizier, Bankiers, Kaufleute und Mitglieder der Bildungselite besaßen, enthielt sie doch neben Kunstwerken auch Naturalien, ethnologische Objekte, Kuriositäten und eine entsprechende Bibliothek. Aber bei Prehn liegt der Fall anders. Zum einen gehörte er als Konditor dem Handwerkerstand an, und zum anderen wies seine Sammlung eine Besonderheit auf: Prehn hatte in 32 hölzernen Klappkästen über 800 kleinformatige Gemälde zusammengetragen, eine Gemäldegalerie en miniature gleichsam. Eine vergleichbare Kollektion hat es in Deutschland vermutlich kein zweites Mal gegeben; sie ist allein schon deshalb ein bedeutendes sammlungs- und geschmacksgeschichtliches Zeugnis. Aber das »Kleine Kabinett« Prehns enthält auch bedeutende Gemälde; das berühmteste ist das um 1410/20 entstandene »Paradiesgärtlein« eines Oberrheinischen Meisters.

## Das Gemäldekabinett

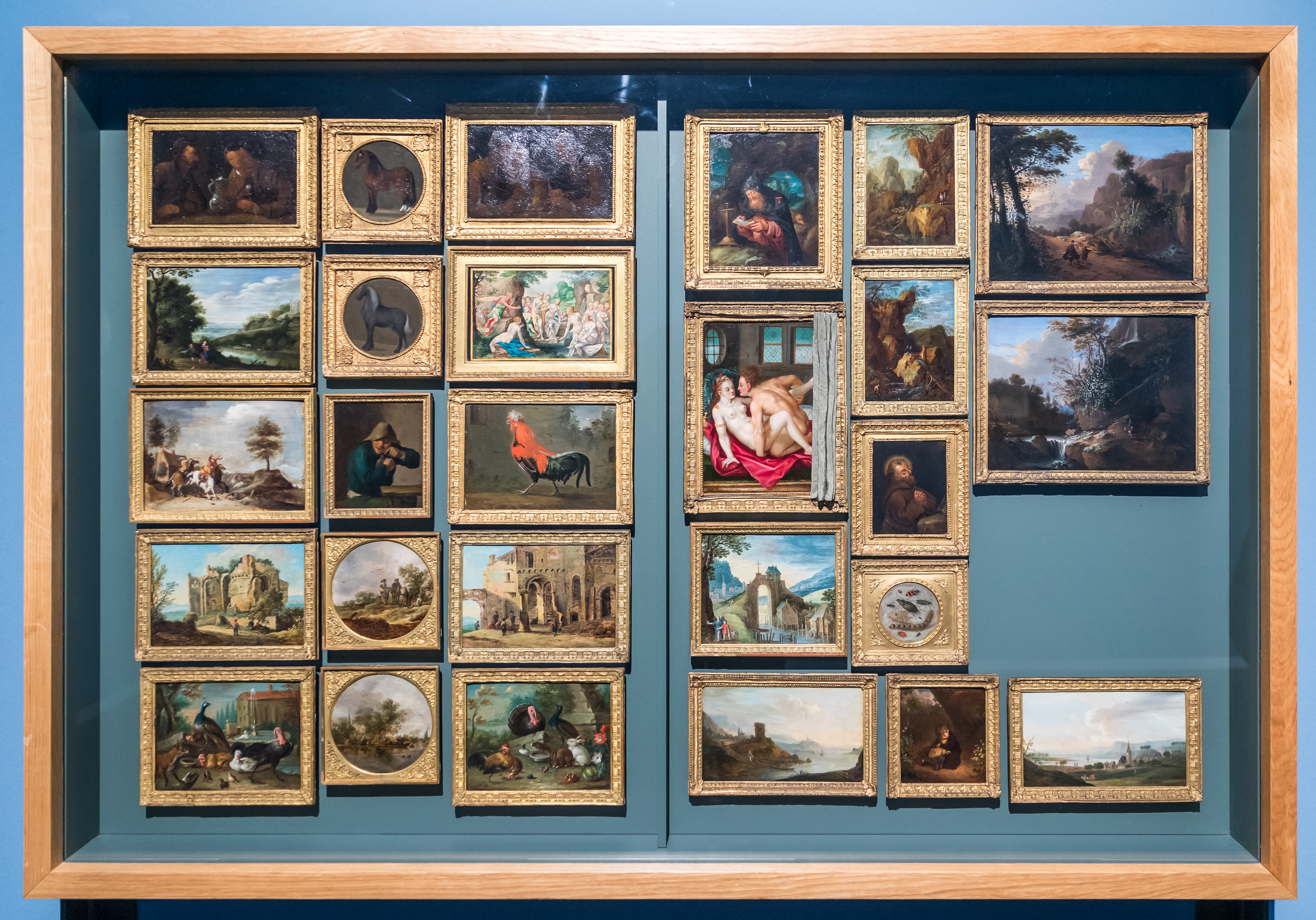
31. Abteilung des kleinen Gemäldekabinetts

Das »Prehnische Gemäldecabinet«, wie die Erben es genannt wissen wollten, besteht aus Originalen, Kopien und Fragmenten von Künstlern des 15. bis 19. Jahrhunderts. Der Schwerpunkt liegt bei deutschen, niederländischen und flämischen Malern der Renaissance und des Barock sowie bei den Werken zeitgenössischer Künstler der Region, darunter zahlreiche bekannte Namen wie Cranach und Holbein, Breughel und Bril, Jan van Goyen und Ostade, Tizian und Carracci, Callot und Fragonard, Merian und Flegel. Manche der damaligen Zuschreibungen haben sich allerdings nicht halten können. Eine besondere Vorliebe hegte Prehn für Landschaften, sakrale Historiengemälde, Porträts und Genrestücke. Gelegentlich macht sich ein Hang zu Kuriositäten, zu amüsanten, skurrilen und erotischen Sujets bemerkbar, darunter zahlreiche mythologische Szenen und »ein verliebter Gegenstand«, der – wie schon im 17. Jahrhundert gebräuchlich – hinter einem Vorhang schamhaft verborgen wurde. Auch Fragmente beschädigter oder zerstörter Gemälde mit bisweilen überraschenden Details hat Prehn gelegentlich in sein Kabinett aufgenommen, darunter ein Fragment des bedeutenden niederländischen Malers Geertgen tot Sint Jans.
Die Sammlung Prehns gelangte 1839 als Vermächtnis seiner Erben in das Eigentum der Stadt und später in das Historische Museum. Von der Sammlung mit den über 800 kleinformatigen Gemälden sind über 160 im Sammlermuseum zu sehen. Alle anderen sind seit einiger Zeit in einer Online-Datenbank zu erforschen.

## Entstehung und Aufbewahrung der Sammlung
Genauso wenig wie über das Leben Prehns wissen wir über die Entstehung seiner Kunstsammlung. Wann begann er zu sammeln? Hat er schon von seinem Vater Kunstwerke geerbt? Wo kaufte er? Wer beriet ihn? Kein schriftliches Zeugnis von seiner Hand ist überliefert. Wir müssen uns daher vor allem an einen gedruckten Katalog und ein Aquarell von Carl Morgenstern halten, die 1829 anlässlich der Versteigerung der Sammlung durch Prehns Sohn Ernst Friedrich Carl entstanden. Der Katalog listet den Inhalt der 32 Kästen auf, gibt aber keine Auskunft über die Verteilung der Bilder. Morgensterns Aquarell zeigt den Hauptraum der Sammlung; an den Wänden und um die niedrigen Schränke, die das Miniaturkabinett beherbergen, hängen flächendeckend etwa hundert Gemälde. Gekauft hat Prehn sicher bei den Kunsthändlern der Frankfurter Messe und den zahlreichen in Frankfurt stattfindenden Auktionen. Unterstützung bei Auswahl, Kauf und Hängung der Gemälde wird er von seinen Nachbarn, den Malern und Restauratoren Johann Ludwig Ernst und Johann Friedrich Morgenstern, erfahren haben, mit denen er in freundschaftlichem Verkehr stand.

## Die Stiftung der Sammlung
Der Sohn Ernst Friedrich Carl Prehn zog das »Kleine Kabinett« 1829 von der Auktion zurück, offensichtlich weil er es als Vermächtnis seines Vaters in der Stadt erhalten wissen wollte. Eine Schenkung an das Städel’sche Kunstinstitut scheiterte 1838 daran, dass die Administration das Kabinett im Sinne Städels wegen der ungleichmäßigen Qualität der Bilder nicht als Ganzes übernehmen wollte. Hingegen nahm die Stadt Frankfurt die Schenkung 1839 an und überwies das Kabinett an die Stadtbibliothek an der Schönen Aussicht, wo man es seit 1842 besichtigen konnte. Der Städeladministrator Johann David Passavant ordnete die Gemälde des Kabinetts nach nationalen Schulen auf zwölf großen und acht kleinen Wandtafeln vollständig neu und verfasste einen Katalog der Sammlung. Zusammen mit anderen Gemälden des städtischen Kunstbesitzes wurde das Prehn’sche Kabinett seit 1867 in den Räumen des Saalhofs ausgestellt, bevor es 1878 in den Besitz des Historischen Museums Frankfurt gelangte, wo man es in den Räumen des gemeinsam mit dem Stadtarchiv genutzten Gebäudes präsentierte. Erst 1988 unternahm der damalige Gemäldekurator des Museums, Kurt Wettengl, eine Rekonstruktion auf der Grundlage des Auktionskataloges von 1829 und arrangierte die Gemälde wieder in 32 Kästen. Seit 2012 ist das »Kleine Kabinett« in der Dauerausstellung »Frankfurter Sammler und Stifter« des Historischen Museums Frankfurt ausgestellt.